# Martinus Theunis Steyn

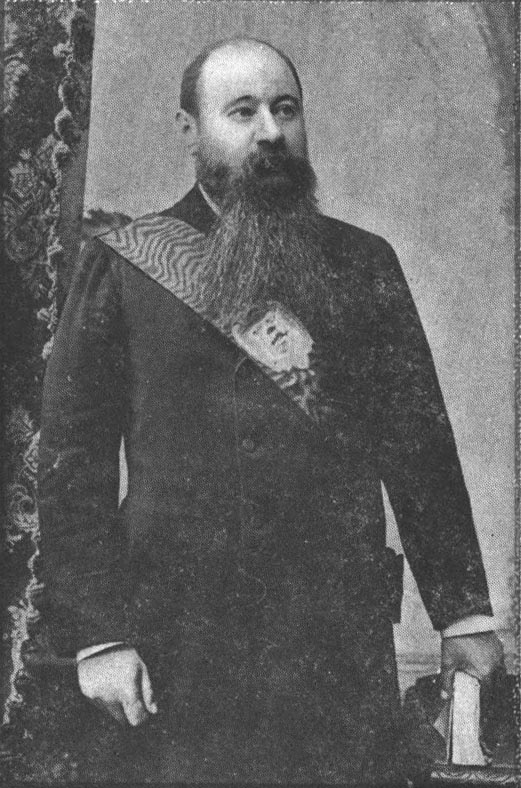
Martinus Theunis Steyn.

Martinus (o Marthinus) Theunis Steyn (Rietfontein, Winburg, Estado Libre de Orange, 2 de octubre de 1857-Bloemfontein, 28 de noviembre de 1916) fue un político sudafricano, último presidente del Estado Libre de Orange.
Estudió en los Países Bajos y más tarde en Inglaterra en el Templo Interior, y ejerció el derecho desde el noviembre de 1882. Luego de su vuelta a Sudáfrica ejerció como abogado en Bloemfontein, y en 1889 fue designado fiscal de Estado del Estado Libre. Unos meses después se convirtió en el segundo juez asesor, y en 1893 primero juez asesor del alto tribunal. Sus decisiones le granjearon una reputación de capacidad y buen juicio.
En 1895, luego de la dimisión del presidente FW Reitz, Steyn era el candidato del partido pan-holandés para el puesto vacante. La elección resultó (febrero de 1896) una victoria decisiva para Steyn. Al principio de la Guerra bóer en 1899, motivó a Steyn a unir la suerte de su estado con la del Transvaal, aliándose con ellos contra el Imperio británico. Mientras el Estado Libre de Orange estuvo bajo la ocupación británica, Steyn dirigió el gobierno escondido, desempeñando un papel fundamental en la persistente resistencia bóer y en la guerra de guerrillas que ocupó la mayor parte de la Guerra bóer.
Considerado como uno de los más irreconciliables de los líderes bóer, participó, sin embargo, en las negociaciones preliminares de paz ante Klerksdorp en abril de 1902, pero por enfermedad se vio impedido de firmar el instrumento de rendición en Pretoria el 31 de mayo. En aquella fecha sufría de miastenia gravis provocada por sus constantes esfuerzos; y después, en julio, se fue en barco para Europa, donde permaneció hasta el otoño de 1904.
Prestó entonces juramento de lealtad a la Corona británica, y volviendo a Sudáfrica con su salud parcialmente recobrada, reanudó una participación activa en la política. En 1908-1909 fue el vicepresidente de la Convención de la Unión (Closer Union Convention), donde fue distinguido por su actitud conciliatoria y propia de estadista, manteniendo los derechos de la comunidad holandesa. Dirigiéndose a una reunión en 1916, sufrió un colapso y murió.

## Cita
«Prefiero perder la independencia del Estado Libre con honor a conservarla con deshonor».